# Copa COSAFA 2003
La Copa COSAFA 2003 fue la séptima edición del torneo de fútbol a nivel de selecciones nacionales de África del Sur organizado por la COSAFA y que contó con la participación de 12 selecciones de la región.
Zimbabue venció en la final a Malaui para ganar el título regional por segunda ocasión.

## Primera Ronda
| 22 de febrero de 2003 | Madagascar                                  | 2–1 | Mauricio  | Mahamasina Municipal Stadium, Antananarivo, Madagascar |  |
|                       | Menakely 16' (pen.) · Radonamahafalison 33' |     | Appou 50' |                                                        |  |

| 15 de marzo de 2003 | Namibia | 0–1 | Botsuana      | Independence Stadium, Windhoek, Namibia |  |
|                     |         |     | Molowantwa 4' |                                         |  |

| 22 de marzo de 2003 | Mozambique | 0–0 (5–4 p.) | Lesoto | Estádio da Machava, Maputo, Mozambique |  |

| 20 de abril de 2003 | Zimbabue      | 1–0 | Angola | National Stadium, Harare, Zimbabue |  |
|                     | A. Ndlovu 20' |     |        |                                    |  |

## Cuartos de final
Los semifinalistas de la edición anterior (Sudáfrica, Malaui, Suazilandia y Zambia) avanzaron directamente a esta ronda.
| 25 de mayo de 2003 | Botsuana       | 1–1 (1–4 p.) | Malaui      | Estadio Nacional, Gaborone, Botsuana |  |
|                    | Ntshingane 21' |              | Chavula 87' |                                      |  |

| 13 de julio de 2003 | Suazilandia                       | 2–0 | Madagascar | Somhlolo National Stadium, Lobamba, Suazilandia |  |
|                     | Siza Dlamini 30' · M. Dlamini 51' |     |            |                                                 |  |

| 19 de julio de 2003 | Sudáfrica | 0–1 | Zimbabue   | Municipal, East London, Sudáfrica |  |
|                     |           |     | Muhoni 15' |                                   |  |

| 27 de julio de 2003 | Zambia                                       | 4–2 | Mozambique            | Independence Stadium, Lusaka, Zambia |  |
|                     | Mwandila 51' 80' · Milanzi 84' · Mbesuma 89' |     | To 4' · Tico Tico 60' |                                      |  |

## Semifinales
| 16 de agosto de 2003 | Malaui         | 1–1 (4–2 p.) | Zambia     | Chichiri Stadium, Blantyre, Malawi |  |
|                      | Mwafulirwa 35' |              | Chalwe 89' |                                    |  |

| 31 de agosto de 2003 | Zimbabue         | 2–0 | Suazilandia | Barbourfields Stadium, Bulawayo, Zimbabue |  |
|                      | P. Ndlovu 8' 53' |     |             |                                           |  |

## Final
| 27 de septiembre de 2003 | Malaui         | 1–2 | Zimbabue                | Chichiri Stadium, Blantyre, Malawi |  |
|                          | Mwafulirwa 82' |     | Mbano 7' · Makonese 57' |                                    |  |

| 5 de octubre de 2003 | Zimbabue                   | 2–0 | Malaui | National Stadium, Harare, Zimbabue |  |
|                      | Yohane 36' · P. Ndlovu 66' |     |        |                                    |  |

## Campeón
| Copa COSAFA 2003    |
| ------------------- |
| Bandera de Zimbabue |
| Zimbabue 2º Título  |